# Oakwood Hills
Oakwood Hills é uma vila localizada no estado americano de Illinois, no Condado de McHenry.

## Demografia
Segundo o censo americano de 2000, a sua população era de 2194 habitantes.
Em 2006, foi estimada uma população de 2375, um aumento de 181 (8.2%).

## Geografia
De acordo com o United States Census Bureau tem uma área de
3,1 km², dos quais 2,9 km² cobertos por terra e 0,2 km² cobertos por água.

## Localidades na vizinhança
O diagrama seguinte representa as localidades num raio de 8 km ao redor de Oakwood Hills.